# 東光寺 (関市)
東光寺（とうこうじ）は、岐阜県関市一ツ山町にある薬師如来を本尊とする臨済宗妙心寺派の寺院で、山号は瑠璃山。中濃八十八ヶ所霊場の4番札所である。

## 沿革
文明年間に梅龍寺2世の春江紹蓓が開いた。嘉永6年（1853年）に関で客死した大坂文楽の2代目野澤吉兵衛が葬られており、関市史では山号は浄瑠璃を扱った吉兵衛に因むものと推定している。明治24年（1891年）濃尾地震で諸堂が倒壊したが、再興を果たした。